# اتاق‌سرا (کلاردشت)
اتاق سرا، روستایی است از توابع بخش مرکزی شهرستان کلاردشت در استان مازندران ایران.

## جمعیت
این روستا در دهستان کلاردشت غربی قرار داشته و براساس آخرین سرشماری مرکز آمار ایران که در سال ۱۳۹۵ صورت گرفته، جمعیت آن زیر سه نفر بوده‌است. مردم اتاق سرا از قومیت طبری هستند. مردم اتاق سرا به زبان طبری و گویش کلارستاقی سخن می‌گویند.